# Santuario della Madonna di Peralba
Il Santuario della Madonna di Peralba è un edificio religioso della Val Varaita situato in comune di Venasca (CN).

## Storia

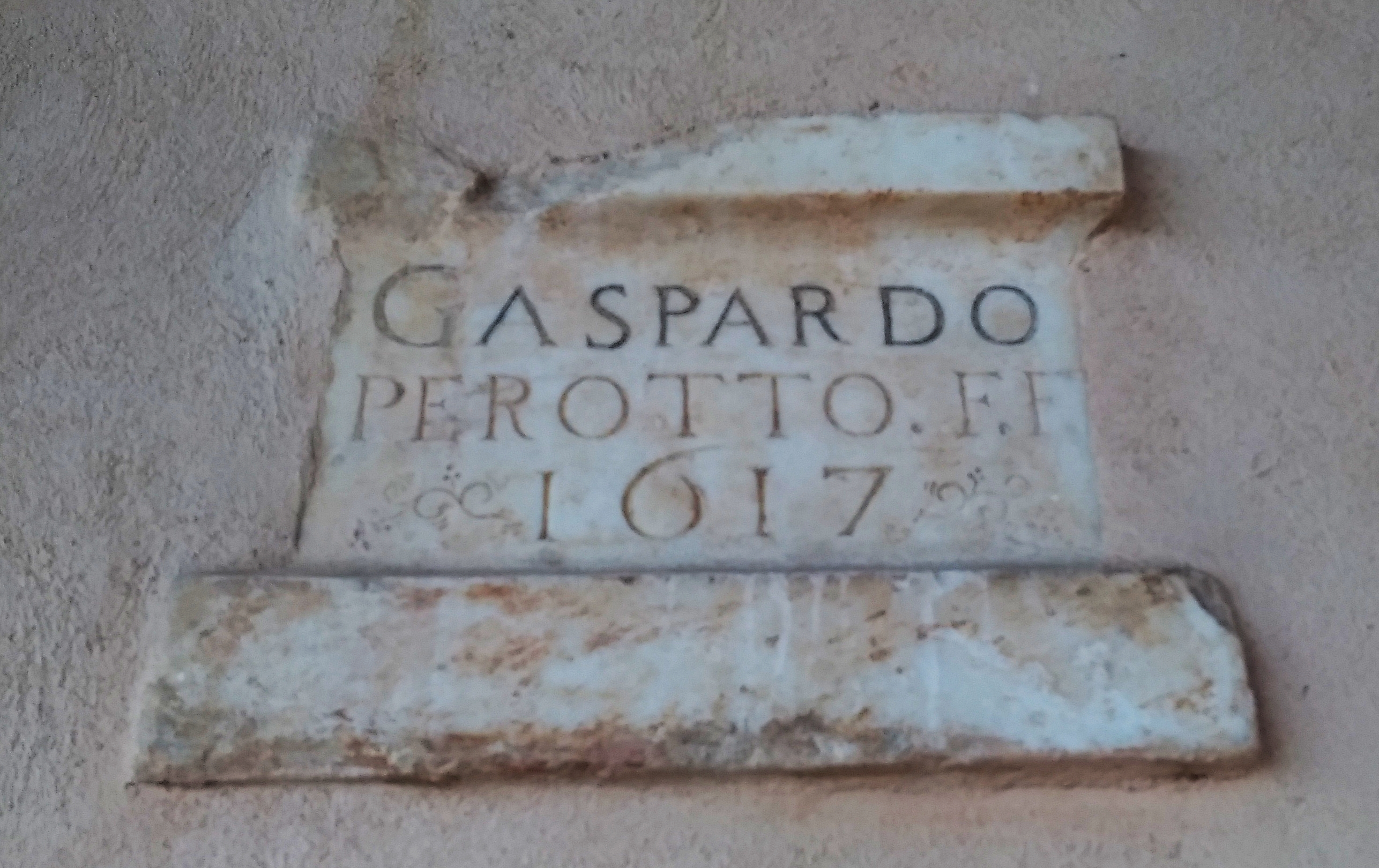
L'iscrizione seicentesca

Il santuario è di origine medioevale, ed è per la prima volta menzionato in un documento del 1075, quando viene enumerato dall'arcivescovo di Torino Cuniberto tra i possedimenti del Monastero di Santa Maria di Cavour. È collocato sulla tradizionale via di comunicazione intervalliva che da Venasca raggiungeva il piccolo centro di Lemma e, di qui, Villar San Costanzo e Dronero. La sua attuale struttura architettonica è però profondamente diversa da quella della primitiva chiesa medioevale, della quale presumibilmente rimane solo una piccola area della muratura a fianco del portale di ingresso. Nel 1617 davanti al portale venne realizzato un piccolo porticato, nel 1913 fu costruita la tettoia laterale, sorretta da alcuni pilastri.

## Descrizione

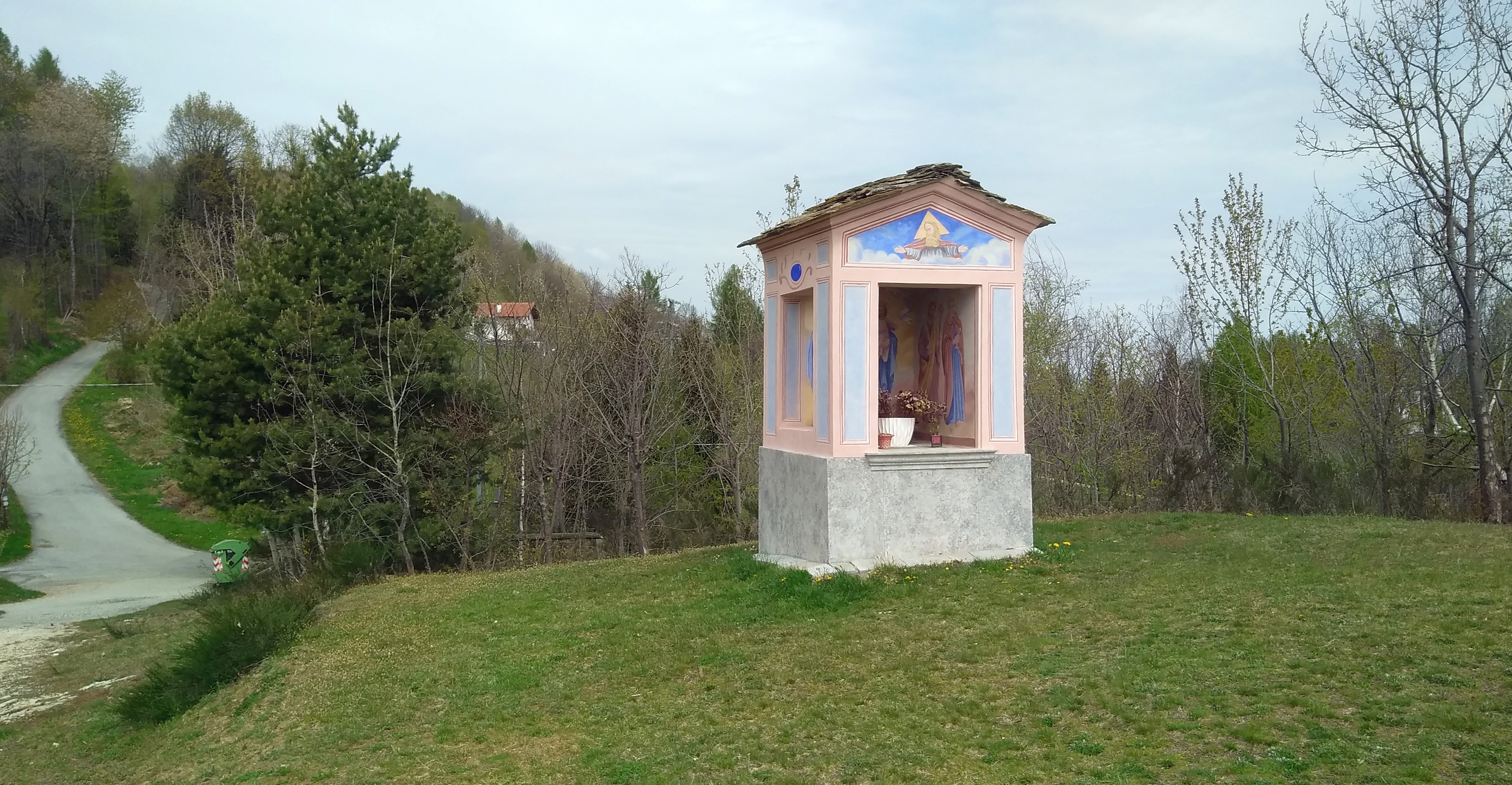
Pilone votivo presso il santuario

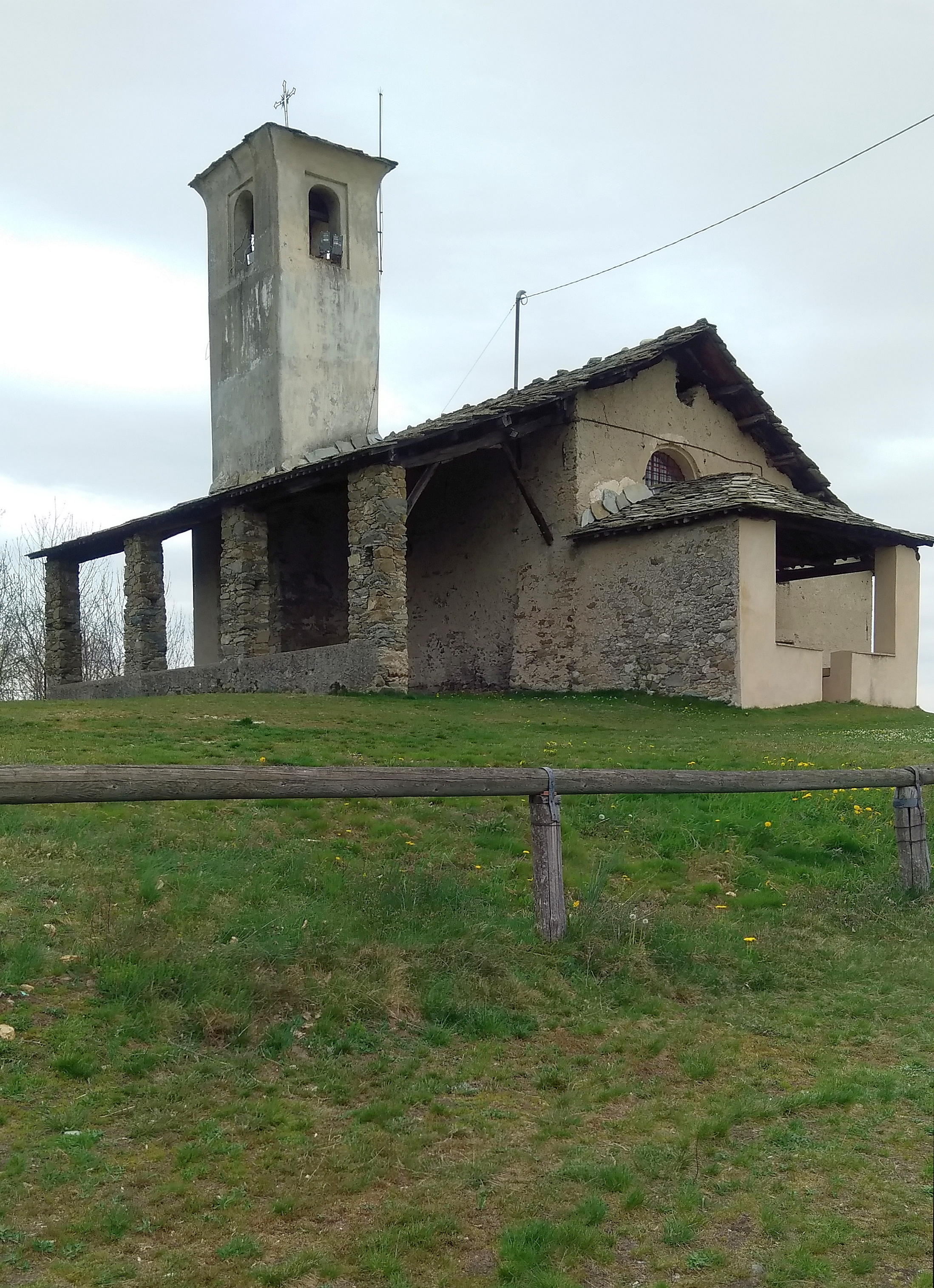
Vista dal piazzale di accesso

L'edificio si trova a 1.035 metri di quota su un panoramico pianoro posto sul lato destro della bassa Val Varaita. Una strada asfaltata che serve anche alcune di frazioni lo collega al centro di Venasca. 
La chiesa è a navata unica, in muratura con pietre legate a calce e con una copertura in lose a due falde. Ha un unico altare, antistante all'abside che viene oggi utilizzata come sacrestia, e che è sovrastato da una natività realizzata nel 1898 dal pittore Borgna. La porta d'ingresso è protetta da un porticato, chiuso sul lato nord, sotto il quale è murato un frammento di marmo che porta inciso Gaspardo Perotto F.F. 1617. Affiancano la chiesa il campanile e una tettoia.